# Mustafa Demiral
Mustafa Demiral (* 1937 in der Türkei; † 9. März 1993 in Mülheim an der Ruhr) war ein türkischer Migrant, der 1993 an einem Herzanfall starb, nachdem er auf offener Straße von zwei Deutschen mit einer Gaspistole bedroht worden war.
Die jungen Deutschen hatten den herzkranken Demiral zuvor verbal belästigt, woraufhin sich dieser zur Wehr setzte. Daraufhin zielten die Männer – beide waren zu diesem Zeitpunkt Mitglieder der Republikaner – mit einer Schusswaffe auf Demirals Kopf (einige Quellen berichten, die Täter hätten eine Hinrichtungsszene darstellen wollen), woraufhin der bedrohte 56-Jährige noch 50 Meter weiter ging, zusammenbrach und wenig später an einem Herzinfarkt starb.
Die Täter wurden zu vier Jahren Haft wegen Körperverletzung mit Todesfolge
verurteilt. In der Urteilsbegründung sprach der Duisburger Richter von einer „Menschenverachtenden Gesinnung“ der Angeklagten.
Der Fall erregte Aufsehen in der deutschen wie türkischen Presse, führte zu spontanen Demonstrationen gegen Gewalt und wird in einer von der Amadeu Antonio Stiftung zusammengestellten Liste geführt, die Todesopfer rechtsextremer Gewalt in der Bundesrepublik Deutschland nach der Wiedervereinigung dokumentiert. Daneben ist die Schilderung des Falles Teil einer bekannten Wanderausstellung.